# 姜繼曾
姜繼曾（？—？），字守約，號省吾，山東萊州府膠州人，官籍，明朝政治人物。

## 生平
山東鄉試第五名舉人。嘉靖三十二年（1553年）中式癸丑科會試第三百六十八名，三甲第三名進士。工部观政，授行人，三十五年六月考选，授江西道試御史，累官岳州府知府。隆慶元年（1567年）二月升湖广按察司副使，辰沅兵备，四年三月升浙江右参政，五年正月考察，以才力不及免。萬曆二年（1574年）二月降补陕西右参议，三年十月升河南副使，驻守大名。六年八月升本省右参政，八年十月改调山西，兵备井陉，尋丁父忧归。

## 家族
曾祖姜達，監生；祖父姜業，壽官；父姜光宿（1497年-1580年），字世奎，號石澤，歲貢生，封中憲大夫湖广按察司副使。母武氏，赠太恭人。兄继孟（生员）、继颜、弟继尹、继夷、继齊、继稷。妹夫趙慎修，大名知府。